# Bournezeau
Bournezeau település Franciaországban, Vendée megyében. Lakosainak száma 3471 fő (2022. január 1.). Bournezeau Chantonnay, Fougeré, Les Pineaux, La Réorthe, Saint-Hilaire-le-Vouhis, Sainte-Pexine, Thorigny és Saint-Jean-d’Hermine községekkel határos.

## Népesség
A település népességének változása:
| Lakosok száma | 3265 | 3305 | 3423 | 3373 | 3386 | 3403 | 3431 | 3451 | 3471 |
|               | 2013 | 2015 | 2016 | 2017 | 2018 | 2019 | 2020 | 2021 | 2022 |